# 美国国家航空航天局第二组宇航员

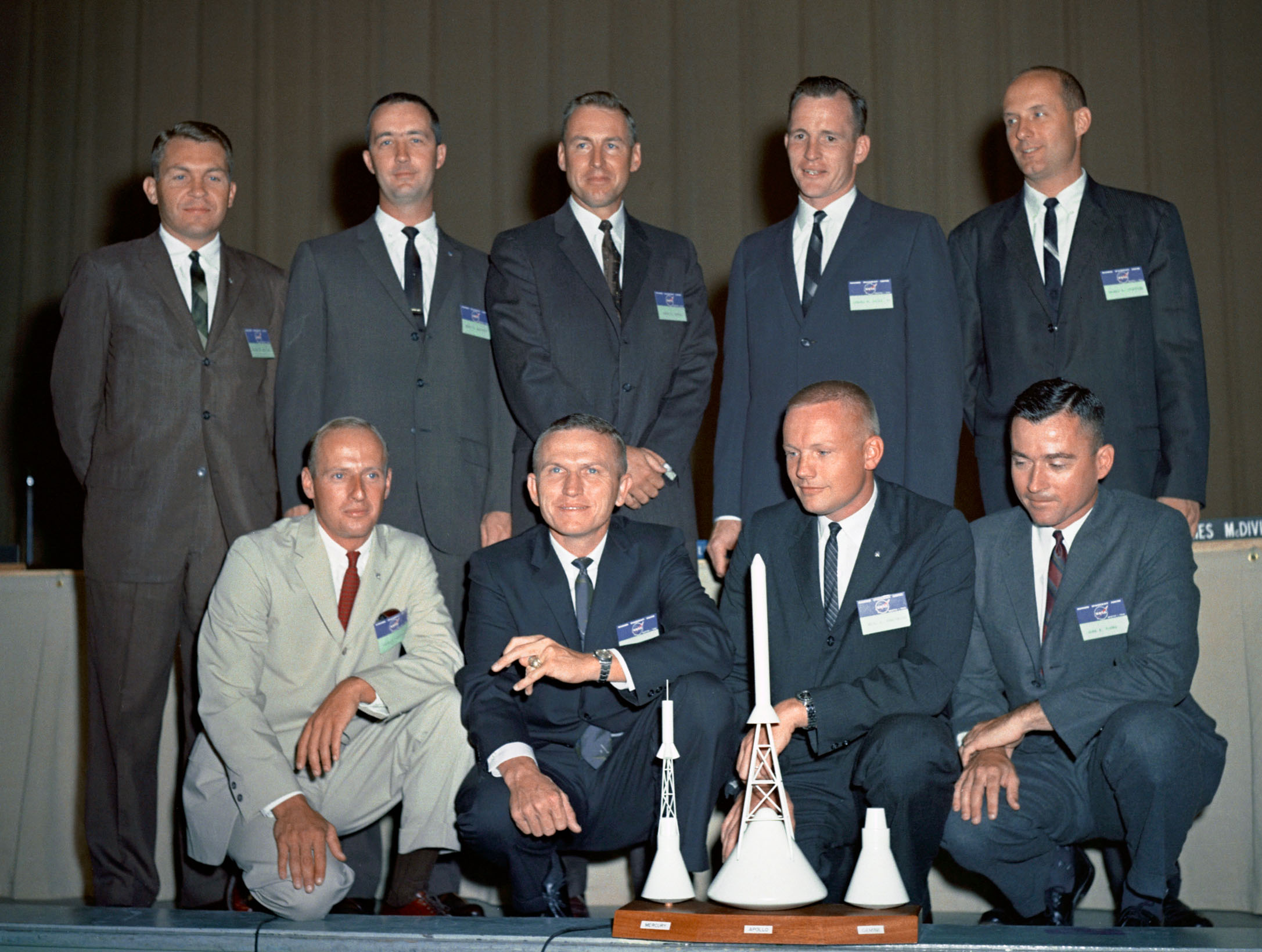
第二組太空人合影（由左至右）。後排：希、麦克迪维特、洛維爾、懷特、斯塔福，前排：康拉德、博尔曼、阿姆斯壯、楊恩；眾人前方放有水星计划、阿波羅計畫及双子座计划太空船模型

美国国家航空航天局（NASA）的第二组宇航员，又稱新9人小组，是NASA于1962年9月挑选的第二批宇航员。挑选这一批宇航员的目的是为了在水星计划七人的基础上扩大宇航员队伍，以准备即将开始的双子星座计划以及下一步的阿波罗计划。相对于第一批的水星计划七人，第二组宇航员选择条件的重点被放在工程经验以及试飞员经历。在第二组宇航员当中，有第一位、第三位登上月球的宇航员、第一位六次执行任务的宇航员，以及第一位进行太空行走的宇航员，被认为是同期的五组宇航员当中最辉煌的一组。
在吉姆·洛威尔於2025年8月7日逝世後，所有成員均已離世。

## 成員
- 尼尔·阿姆斯壯（Neil Armstrong）

- 双子星8号指令长：首次太空对接任务，首次地球轨道放弃；
- 阿波罗11号指令长：首次载人登月，第一个踏上月球的人。

- 弗兰克·博尔曼（Frank Borman）

- 双子星7号指令长：首次14天太空任务；
- 阿波罗8号指令长：人类首次环绕月球任务。

- 皮特·康拉德（Pete Conrad）

- 双子星5号飞行员：首次8天太空任务，首次火箭二次点火并创造人类地球轨道飞行高度记录；
- 双子星11号指令飞行员；
- 阿波罗12号指令长：人类第二次登月任务，第三个踏上月球的人；
- 天空实验室2号指令长：人类首次成功空间站飞行，并创造太空停留28天的记录。

- 吉姆·洛威尔（Jim Lovell）

- 双子星座7号飞行员；
- 双子星座12号指令飞行员；
- 阿波罗8号指令/服务舱驾驶员：人类首次环绕月球任务；
- 阿波罗13号指令长：首次在地球轨道外放弃，首位执行两次月球任务的宇航员，人类太空飞行高度记录。

- 詹姆斯·麦克迪维特（James McDivitt）

- 双子星4号指令飞行员；
- 阿波罗9号指令长：首次两艘载人航天器对接并交换乘员；

- 埃里奥特·希（Elliott See）

计划中将执行任务，但在任务之前因飞机事故而丧生。
- 托马斯·斯塔福德（Thomas Stafford）

- 阿波罗10号指令长：月球轨道登月舱测试；
- 阿波罗-联盟测试计划指令长：首次美国-苏联合作太空任务。

- 爱德华·怀特（Edward White）

- 双子星4号飞行员：首次美国太空行走；

怀特还担任了首次阿波罗任务阿波罗1号的飞行员（测试时由于大火而牺牲）
- 约翰·杨（John Young）

- 双子星3号飞行员；
- 双子星10号指令飞行员；
- 阿波罗10号指令舱驾驶员；
- 阿波罗16号指令长：第九个踏上月球的人；
- 指令长：首次航天飞机任务；
- ：首位六次进入太空的宇航员。